# Hans-Jürgen Koebnick
Hans-Jürgen Koebnick (* 1. Juni 1938 in Schneidemühl) ist ein deutscher Politiker (SPD). Er war in den Jahren 1985 bis 1991 Oberbürgermeister von Saarbrücken.

## Politik
Koebnick studierte in Hamburg und Berlin Betriebswirtschaftslehre. Nach der Diplom-Prüfung 1964 lebte er ein halbes Jahr in einem israelischen Kibbuz. Danach arbeitete er bis 1971 als Assistent am Institut für Entwicklungsplanung der Universität des Saarlandes. 1971 wechselte er zum Schulfunk des Saarländischen Rundfunks. Er war 1971 Mitglied des Saarbrücker Stadtrats für die SPD und Fraktionsgeschäftsführer und wurde 1972 Parteivorsitzender des SPD-Ortsvereins St. Johann. Im Jahr 1974 wählte ihn der Stadtrat zum hauptamtlichen Beigeordneten für Finanzen, 1976 zum Bürgermeister, 1985 folgte er Oskar Lafontaine im Amt des Oberbürgermeisters. Im Jahr 1991 wurde er zum Präsidenten der Landeszentralbank des Saarlandes ernannt. Seine Karriere beendete er als Präsident der Landeszentralbank Rheinland-Pfalz und des Saarlandes. Im Jahr 2002 trat er in den Ruhestand. 